# Ідентифікація з агресором
Ідентифікація з агресором — механізм захисту, є однією з форм ідентифікації, концептуалізованих психоаналізом, який вказує на прийняття ролі агресора та його функціональних атрибутів або імітацію його агресивної та поведінкової модальності, коли психологічна травма викликає безвихідну дилему бути жертвою чи кривдником. Концепція була вперше введена Шандором Ференці, і лише пізніше Анною Фрейд (1936).
У психоаналітичній теорії ідентифікація з агресором класифікується як ранній (психотичний) і деструктивний механізм захисту.
Ідентифікація з агресором є одним із механізмів, описаних у теорії об'єктних відносин. 

## Історія
Концепція була вперше введена Шандором Ференці у його клінічному щоденнику 24 червня 1932 року, а потім розвинена в його статті «Пристрасті дорослих та їхній вплив на розвиток характеру та сексуальності дитини» (нім. Die Leidenschaften der Erwachsenen und deren Einfluß auf Charakter und Sexualentwicklung des Kindes) для 12-го Міжнародного психоаналітичного конгресу у Вісбадені, Німеччина, 4 вересня 1932 р. Він удосконалив цю роботу, поки не опублікував її в 1949 в Міжнародному журналі психоаналізу з новою назвою «Плутанина язиків між дорослим і дитиною — (Мова ніжності і пристрасті)». У 1936 році Анна Фрейд підхопила та розвинула цю концепцію у своїй книзі «Я та механізми захисту» (нім. Das Ich und die Abwehrmechanismen).